# طه بصری
طه بصری (عربی: طه بصري؛ ۲ اکتبر ۱۹۴۶ – ۲ آوریل ۲۰۱۴) یک ورزشکار اهل مصر بود.
از باشگاه‌هایی که در آن بازی کرده‌است می‌توان به باشگاه ورزشی زمالک اشاره کرد.
وی همچنین در تیم ملی فوتبال مصر بازی کرده است.